# سیارک ۳۵۳۷۰
سیارک ۳۵۳۷۰ (به انگلیسی: 35370 Daisakyu، نامگذاری:1997UF21) سی و پنج هزار و سیصد و هفتادمین سیارک کشف شده‌است که در ۲۹ اکتبر ۱۹۹۷ کشف شد.